# E-tailing
E-tailing (ritkábban: etailing) a kiskereskedelmi termékek eladása interneten. Rövidített változata az "elektronikus kiskereskedelem”-nek, és már 1995-ben használták ezt a kifejezést az interneten. Ez az elektronikus kereskedelem egyik formája.
E-tailing egy, a vállalkozások és a fogyasztók közötti (B2C) ügyletekkel.
E-tailing módon kezdett dolgozni néhány nagyvállalat és kisebb vállalkozó már 1997-ben, amikor a Dell Computer millió dolláros megrendeléseket hozott saját webhelyére ezzel a módszerrel. Az AMAZON sikerében is komoly szerepet játszott. 1997 volt az az év, amelyben Auto-by-Tel jelentette, hogy eladták a milliomodik autóját a weben keresztül, és CommerceNet / Nielsen Media arról számolt be, hogy 10 millió ember már vásárolt a világhálón. A Jupiter Research azt jósolta, hogy az e-tailing 37 000 000 000 dollárra nő 2002-re.